# MEADS
MEADS (от англ. Medium Extended Air Defense System, с англ. — «Система противовоздушной обороны средней дальности») — это наземный подвижный зенитно-ракетный комплекс средней дальности, предназначенный для защиты группировок войск и важных объектов от баллистических ракет дальностью до 1000 км, крылатых ракет, самолётов и беспилотных летательных аппаратов(БПЛА) противника.
Программа является разработкой США, Германии и Италии, Генеральный подрядчик — MEADS International, является многонациональным совместным предприятием со штаб-квартирой в Орландо, Флорида. Его участвующие компании — MBDA Italy, MBDA Deutschland(MBDA Germany) и Lockheed Martin
MEADS была разработана для замены систем Hawk и Patriot по всему миру. В июне 2015 года министр обороны Германии Урсула фон дер Ляйен объявила, что Германия выбрала MEADS в качестве основы для своей тактической системы ПВО (Taktisches Luftverteidigungssystem, сокр. TVLS)

## Описание
Medium Extended Air Defense System (MEADS) — совместный проект противоракетной обороны США, Германии и Италии, изначально разработанный для замены системы Patriot . Программа была призвана сократить разрыв между более мелкими системами земля-воздух, такими как ракета Stinger, и более высокими уровнями противоракетной обороны, такими как система обороны на большой высоте (THAAD) . Она предназначена для перехвата баллистических ракет малой дальности, крылатых ракет и других атмосферных угроз.
Система ПВО средней дальности (MEADS) была разработана для замены систем Hawk и Patriot по всему миру. MEADS будет защищать маневрирующие силы и стационарные установки от атак современных и будущих тактических баллистических ракет, низко- и высоко-летящих крылатых ракет, БПЛА, маневрирующих самолётов и вертолётов. Вся система предназначена для быстрого развертывания и тактической мобильности.
Комплекс обладает РЛС с АФАР, может перевозиться по воздуху военно-транспортными самолётами Lockheed C-5 Galaxy, Lockheed C-130 Hercules, Airbus A400M

## История
В 1999 году NAMEADSMA выбрала MEADS International для разработки новой системы противовоздушной и противоракетной обороны. Финансирование программы проектирования и разработки было предоставлено США (58 %), Германией (25 %) и Италией (17 %). Работы по разработке были распределены в соответствии с национальным финансированием. Успешная демонстрация системы, включающая прототип радара управления огнем, командный центр, пусковую установку и имитатор ракеты PAC-3, завершила программу в мае 2004 года.
1 сентября 2004 года NAMEADSMA подписала контракт на сумму 2 млрд долл. США и 1,4 млрд евро (1,8 млрд долл. США на 2004 год) с совместным предприятием MEADS International на проведение научно-исследовательской и опытно-конструкторской фазы программы MEADS SAM.
1 сентября 2006 года ракета-перехватчик PAC-3MSE выбрана в качестве основного средства поражения комплекса MEADS.
5 августа 2009 года завершено предварительное проектирование всех основных узлов комплекса.
Предварительный обзор проекта начался в августе 2007 года и был завершен в феврале 2008 года, а критический обзор проекта был завершен в сентябре 2010 года. Летные испытания на ракетном полигоне Уайт-Сэндс успешно проводились с ноября 2011 года по ноябрь 2013 года. 17 ноября 2011 года MEADS успешно завершила свой первый летный тест на этом полигоне. Тест продемонстрировал беспрецедентный запуск ракеты PAC-3 MSE по имитируемой цели, атакующей сзади. Для этого потребовался уникальный боковой манёвр, продемонстрировавший возможность 360-градусного обзора. Первое испытание перехвата на ракетном полигоне Уайт-Сэндс было успешно проведено в ноябре 2012 года, когда MEADS обнаружила, отследила, перехватила и уничтожила воздушно-реактивную цель в летном испытании перехвата. В декабре 2010 года первая пусковая установка MEADS и Центр тактических операций (Tactical Operations Center, сокр. TOC) были представлены на церемониях в Германии и Италии, после чего начались испытания по интеграции системы на авиабазе Пратика-ди-Маре в Италии.
Многофункциональный радар управления огнем (Multifunction Fire Control Radar, сокр. MFCR) был интегрирован с TOC и пусковой установкой в ноябре 2011 года в качестве первого эксплуатационного доказательства возможности MEADS к "включай и сражайся".
21 октября 2013 года в ходе испытаний на территории ракетного полигона Уайт-Сэндс многофункциональная РЛС MEADS впервые успешно захватила и взяла на сопровождение цель, имитирующую тактическую баллистическую ракету Lance.
6 ноября того же года в ходе испытаний ЗРК MEADS с целью оценки возможностей комплекса по обеспечению круговой обороны, был осуществлен перехват двух целей, одновременно атакующих с противоположных направлений. Испытания проводились на ракетном полигоне Уайт-Сэндс (штат Нью-Мексико, США). Одна из целей имитировала баллистическую ракету класса Lance, другая — крылатую ракету.
24 июля следующего года завершены демонстрационные испытания ЗРК MEADS на авиабазе Пратика-ди-Маре. В ходе двухнедельных испытаний немецкой и итальянской делегациям были продемонстрированы возможности комплекса по работе в различных архитектурах, в том числе под управлением вышестоящих систем управления.
23 сентября 2014 года завершились шестинедельные эксплуатационные испытания многофункциональной РЛС из состава системы ПВО MEADS на авиабазе Пратика-ди-Маре (Италия) и в немецком центре ПВО MBDA во Фрайнхаузене.
В 2017 году польское правительство получило предложение от команды, разрабатывающей систему ПВО средней дальности (MEADS), которое включает производство 16 систем с планами по совместному использованию работы с польской промышленностью, но в марте 2018 года Польша подписала крупнейшую в своей истории сделку по закупке оружия, договорившись с США о покупке системы противоракетной обороны Patriot компании Raytheon за 4,75 миллиарда долларов, что означает, по крайней мере, временный отказ от закупок MEADS
По сообщениям СМИ, Германия официально заключит контракт на приобретение системы в 2017 году

## Состав
- Пусковая установка
- Ракета-перехватчик
- Пункт боевого управления
- Многофункциональная радиолокационная станция(РЛС)
- Радар обнаружения

## Конструкция

### Пусковая установка
Система MEADS имеет модульную архитектуру, что обеспечивает большую гибкость в её применении, возможность выпускать её в различных конфигурациях, обеспечивать высокую огневую мощь при одновременном снижении затрат на персонал и материалы. Все компоненты комплекса размещены на шасси грузовиков высокой проходимости, FMTV США, MAN HXГермании и ARIS Prime Movers Италии.
Мобильная пусковая установка MEADS оснащена пакетом из восьми транспортно-пусковых контейнеров для транспортировки, хранения и пуска управляемых противоракет. ПУ обеспечивает так называемое пакетное заряжание(заряжание сразу нескольких контейнеров) и отличается малым временем перевода в боевое положение и перезарядки.

### Ракета
Комплекс использует ракету PAC-3 Missile Segment Enhancement (MSE), и по некоторым данным Mim-104F. PAC-3MSE отличается от своего прототипа — противоракеты PAC-3(Patriot Advanced Capacity — 3) имеет расширенную в полтора раза зону поражения и может использоваться в других системах ПВО, в том числе корабельных. PAC-3MSE оснащена новым маршевым двигателем Aerojet диаметром 292 мм, а также двухсторонней системой связи ракеты. Для повышения эффективности поражения маневрирующих аэродинамических целей, помимо использования кинетических боевых частей, возможно оснащение ракеты осколочно-фугасной БЧ направленного действия. Первое испытание PAC-3MSE состоялось 21 мая 2008 года. NAMEADSMA утверждает, что MEADS разработан для защиты в восемь раз большей площади покрытия существующих систем Patriot.

### Радиолокационные станции
Система использует два типа радаров, радар UHF для наблюдения и слежения, и многофункциональный радар управления огнем (MFCR). Оба радара являются импульсно-доплеровскими и используют активные фазированные антенные решетки (АФАР). MFCR представляет собой твердотельный радар с фазированной решеткой X-диапазона, использующий модули передачи/приема на уровне элементов. Он обеспечивает обнаружение, классификацию, целеуказание и сопровождение воздушных целей, а также наведение ракет. MFCR использует свой главный луч для восходящей и нисходящей связи ракет. Усовершенствованная подсистема идентификации «свой-чужой» — 5 поддерживает улучшенную идентификацию и типизацию угроз.
Антенна имеет круговую скорость вращения 0, 15 и 30 об/мин. Станция обеспечивает передачу команд коррекции на ракету-перехватчик по каналу обмена данными Link 16, что позволяет перенацеливать ракету на траектории, а также выбор наиболее оптимальной ПУ из состава системы для отражения атаки.
По словам разработчиков, многофункциональная РЛС комплекса отличается высокой надежностью и эффективностью. В ходе испытаний РЛС обеспечивала поиск, классификацию и сопровождение целей с выдачей целеуказания, подавление активных и пассивных помех. ЗРК MEADS может одновременно обстреливать до 10 воздушных целей в сложной помеховой обстановке.

## Тактико-технические характеристики(ТТХ)
|                            | Дальность поражения целей, км     |
| -------------------------- | --------------------------------- |
| По баллистическим целям:   | 3—35                              |
| По аэродинамическим целям: | 3—100                             |
|                            | Максимальная высота поражения, км |
| По любым целям:            | 25                                |
|                            | Скорость полета ЗУР, м/с:         |
| Максимальная:              | 1400                              |
| Минимальная:               | 900—1000                          |
|                            | Стартовая масса ЗУР, кг           |
| Масса:                     | 510                               |
|                            | Масса боевой части, кг            |
| Масса:                     | 15-20                             |
|                            | Максимальная перегрузка, g        |
| На земле:                  | 60                                |
| На высоте в 15 км:         | 15                                |
|                            | Габариты, м                       |
| Длина:                     | 4,9                               |
| Диаметр корпуса:           | 0,292                             |
| Размах крыльев:            | 0,92                              |